# Вінтервілл (Джорджія)
Вінтервілл (англ. Winterville) — місто (англ. city) в США, в окрузі Кларк штату Джорджія. Населення — 1201 особа (2020).

## Географія
Вінтервілл розташований за координатами 33°58′0″ пн. ш. 83°16′54″ зх. д. / 33.96667° пн. ш. 83.28167° зх. д. (33.966635, -83.281558).  За даними Бюро перепису населення США в 2010 році місто мало площу 6,85 км², з яких 6,78 км² — суходіл та 0,07 км² — водойми.

## Демографія
Згідно з переписом 2010 року, у місті мешкали 1122 особи в 485 домогосподарствах у складі 318 родин. Густота населення становила 164 особи/км².  Було 529 помешкань (77/км²).
Расовий склад населення:
| - 73,4 % — білих - 21,8 % — чорних або афроамериканців - 0,4 % — азіатів - 0,3 % — корінних американців - 3,6 % — осіб інших рас |

До двох чи більше рас належало 0,6 %. Частка іспаномовних становила 5,3 % від усіх жителів.
За віковим діапазоном населення розподілялося таким чином: 21,6 % — особи молодші 18 років, 62,4 % — особи у віці 18—64 років, 16,0 % — особи у віці 65 років та старші. Медіана віку мешканця становила 41,2 року. На 100 осіб жіночої статі у місті припадало 93,8 чоловіків;  на 100 жінок у віці від 18 років та старших — 86,8 чоловіків також старших 18 років.
Середній дохід на одне домашнє господарство  становив 68 357 доларів США (медіана — 55 833), а середній дохід на одну сім'ю — 83 345 доларів (медіана — 79 688). Медіана доходів становила 48 611 долар для чоловіків та 42 500 доларів для жінок. За межею бідності перебувало 14,0 % осіб, у тому числі 21,8 % дітей у віці до 18 років та 3,2 % осіб у віці 65 років та старших.
Цивільне працевлаштоване населення становило 483 особи. Основні галузі зайнятості: освіта, охорона здоров'я та соціальна допомога — 35,2 %, науковці, спеціалісти, менеджери — 10,8 %, роздрібна торгівля — 8,1 %, мистецтво, розваги та відпочинок — 7,7 %.